# MISRA C++
MISRA C++ és un estàndard de desenvolupament de programari per al llenguatge de programació C++. Ha estat desenvolupat per MISRA. L'objectiu és facilitar la fiabilitat en el context dels sistemes enquestats, específicament aquells programats amb C++. També existeix un conjunt de normes conegut com a MISRA C però per llenguatge C.
La primera edició del document de MISRA C++, "Guidelines for the use of the C++ language in critical systems", es va editar al Juny de 2008, i es coneix oficialment com MISRA-C++:2008. Aquest document és disponible a través de MISRA.

## El comitè de MISRA C++
L'actual comitè de MISRA C++ inclou els següents membres:
- Chris Tapp, Keylevel Consultants Ltd
- Richard Corden, Programming Research Ltd
- Mike Hennell, LDRA Ltd
- Derek Jones, Knowledge Software Ltd
- Keith Longmore, Lotus Cars Ltd
- Clive Pygott, QinetiQ Ltd

La direcció del projecte, publicació i distribució han estat gestionades per David Ward, MIRA Ltd.

## Suport d'eines
Hi ha eines de desenvolupament de programari que asseguren la comprovació del codi conforme a MISRA C++. Algunes d'aquestes són:
- LDRA's C++ Testbed
- Programming Research's QAC++